# Region metropolitalny Norymberga

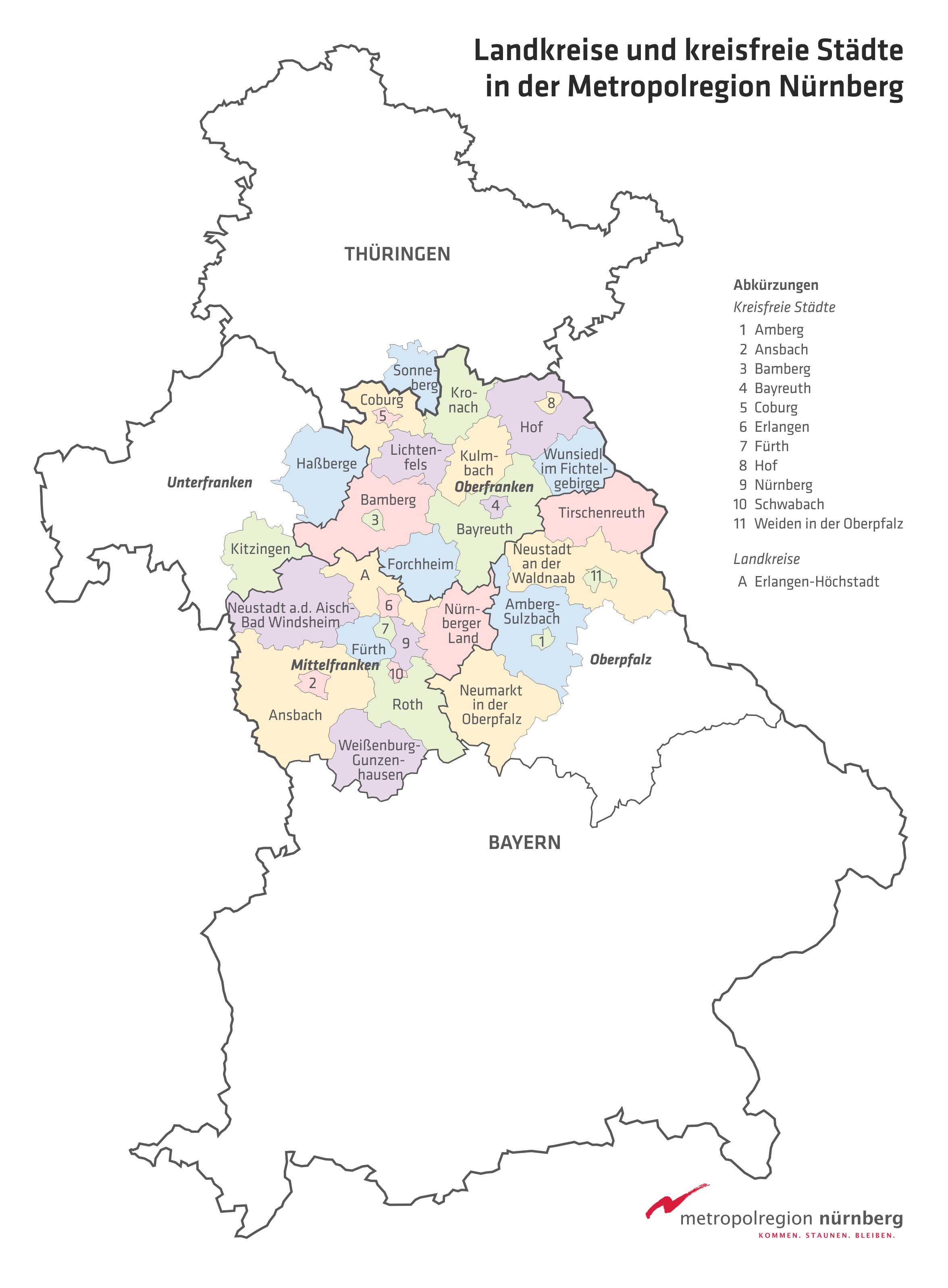
Miasta i powiaty w regionie zgodnie z podziałem Izby Handlowej i Przemysłowej

Region metropolitalny Norymberga (Metropolregion Nürnberg) jest aglomeracją w północnej Bawarii, jak i w graniczącym kraju związkowym Turyngii.

## Główne miasta
Region stanowi policentryczny obszar, którego najbardziej znaczącymi politycznie i gospodarczo miastami są Norymberga, Fürth, Erlangen, Bayreuth i Bamberg. Norymberga stanowi geograficzne centrum regionu.
Inne miejskie centra stanowią Ansbach, Amberg, Coburg, Hof, Schwabach i Weiden in der Oberpfalz.

## Granice regionu
Regionu nie da się jednoznacznie rozgraniczyć. Izba Handlowo-Przemysłowa (Industrie- und Handelskammer) określa go na podstawie miast i instytucji w nim istniejących. Region odpowiada mniej więcej wschodniej części historycznej Frankonii i północnej części Górnego Palatynatu.